# Marcus Ginyard
Marcus Darrel Ginyard (ur. 8 maja 1987 w Alexandrii w stanie Wirginia) – amerykański koszykarz występujący na pozycjach niskiego skrzydłowego lub rzucającego obrońcy, obecnie zawodnik CSP Limoges.
W 2010 brał udział w lidze letniej NBA, reprezentując barwy Charlotte Bobcats.
19 sierpnia 2016 został zawodnikiem Energi Czarnych Słupsk.
30 stycznia 2019 dołączył do Arki Gdynia. 21 czerwca zasilił francuski CSP Limoges.

## Osiągnięcia
Stan na 10 października 2019, na podstawie, o ile nie zaznaczono inaczej.
NCAA
- Mistrz NCAA (2009)[5]
- Uczestnik rozgrywek:
  - NCAA Final Four (2008, 2009)
  - Elite Eight (2007, 2008, 2009)
  - turnieju NCAA (2006–2009)
- Finalista turnieju NIT (2010)
- Mistrz:
  - turnieju konferencji Atlantic Coast (2007, 2008)
  - sezonu regularnego ACC (2007–2009)
- Zaliczony do:
  - I składu:
    - defensywnego konferencji Atlantic Coast (ACC – 2008)
    - turnieju:
      - ACC (2008)
      - Coaches vs. Classic (2010)

Drużynowe
- Mistrz Macedonii (2018)
- Wicemistrz Polski (2014)
- Brązowy medalista mistrzostw Polski (2019)[6]
- Finalista:
  - pucharu:
    - Macedonii (2018)
    - Polski (2019)[7]

  - superpucharu ligi rumuńskiej (2018)

Indywidualne
(* – nagrody przyznane przez portal eurobasket.com)
- Najlepszy*:
  - zawodnik zagraniczny ligi macedońskiej (2018)
  - skrzydłowy ligi macedońskiej (2018)
- Zaliczony do*:
  - I składu zawodników zagranicznych ligi macedońskiej (2018)
  - II składu ligi macedońskiej (2018)
  - składu honorable mention ligi izraelskiej (2012)